# Monster (film, 2008)
Pour plus de détails, voir Fiche technique et Distribution.
Monster est un film de kaijū sorti en 2008. Coproduction internationale entre le Japon et les États-Unis, il s’agit d’un mockbuster créé pour capitaliser sur la sortie de Cloverfield. Il est sorti directement en DVD le 15 janvier 2008. Cloverfield est sorti en salles trois jours plus tard, le 18 janvier 2008.

## Synopsis
Le film se déroule en 2003 à Tokyo où deux journalistes, Erin et Sarah Lynch, sont arrivées pour enquêter sur des perturbations sismiques inhabituelles qui ont été détectées autour de Tokyo. On pense à l’origine que les perturbations sont des répliques laissées par un supposé tremblement de terre massif sur la faille de Kanto qui s’est produit deux ans auparavant, causant des centaines de milliers de victimes et plusieurs centaines de milliards de dollars de dommages (faisant peut-être référence au tremblement de terre réel de Fukuoka ou au tremblement de terre de Miyagi), bien qu’une analyse minutieuse des preuves suggère le contraire.
Au fil du temps, tout Tokyo commence à souffrir de tremblements de terre anormaux similaires à ceux enregistrés en 2005. Les tremblements sont causés par une pieuvre gigantesque qui sommeille depuis des siècles. Elle été réveillé par l’humanité et voit maintenant Tokyo comme un nouveau terrain de chasse pour s’alimenter. Les cinéastes documentent la catastrophe au fur et à mesure qu’elle se déroule.
Cela commence alors qu’Erin et Sarah parlent d’aller filmer à Tokyo. La scène passe ensuite à l’intérieur de la voiture d’Erin alors que les deux se rendent à l'aéroport international de Los Angeles, pour prendre leur vol pour Tokyo. À Tokyo, ils louent une chambre d’hôtel. Le lendemain, Sarah filme Erin en train de parler avec le ministre du Réchauffement climatique. Au cours de l’interview, un tremblement de terre frappe et la scène se concentre à nouveau sur les journalistes dans le sous-sol du bâtiment gouvernemental. Ils trouvent un survivant nommé Justin Robbins. Alors qu’ils s’enfuient, ils entendent les bruits de panique et de moteurs d’avion d’un tunnel.
Plus tard, ils trouvent un centre commercial et un autre tremblement de terre se produit. Dans le chaos, Justin est empalé par un poteau alors que les journalistes s’enfuient, paniqués. Un petit texte apparaît à l’écran indiquant que la bande numéro 3 a été endommagée. Alors que les journalistes courent vers un centre commercial, ils trouvent une femme (Aiko) et son grand-père, et ils mangent et dorment, Erin ne réalisant pas qu’elle avait laissé la caméra allumée. Puis un autre tremblement de terre commence et tue le grand-père. La femme dit aux journalistes de fuir. Ils entendent le centre commercial exploser alors qu’ils s’enfuient et ils trouvent bientôt un bâtiment dans lequel ils entrent. Ils montent à l’étage, lorsque soudainement le bâtiment s’effondre. Les journalistes survivent, mais l’effondrement endommage l’objectif de la caméra.
La nuit arrive et ils voient des hélicoptères prêts à sauver des réfugiés, mais un tentacule les détruit et lance des voitures sur les gens, tuant beaucoup d’entre eux. La panique s’ensuit et Sarah abandonne Erin. Un tentacule s’écrase dans le sol là où se trouve Erin et elle est blessée. De plus, les batteries de la caméra sont faibles. Sarah pleure pour Erin alors que l’on entend le crash d’un tentacule frappant le sol, mettant fin au film. Cela qui indique que les journalistes ont été écrasées par le monstre et ont été parmi les milliers (voire les millions) de personnes tuées.

## Accueil

### Accueil critique
Les quelques critiques du film mises en ligne ont été extrêmement négatives,. Scott Foy de Dread Central a fait une parodie de fichier audio du concept de « found footage utilisé par le film : dans ce cas, le fichier consiste en Foy donnant ses réflexions sur le film tout en faisant semblant de devenir lentement fou en raison de la médiocrité abyssale du film. Cela culmine lorsqu’il saute apparemment d’une fenêtre. Foy déclarera plus tard que certaines personnes pensaient en fait que sa « folie » était réelle. Dans un podcast ultérieur, il nommera également Monster le « pire film d’horreur sorti directement sur DVD de 2008 ». D’autres critiques ont qualifié le film de « terrible », son rythme d'« horrible » et l’ensemble du film d'« étonnamment terne, ».